# 100-as busz (Prága)
A prágai 100-as jelzésű autóbusz a Zličín és a Prága-Václav Havel repülőtér között közlekedik, gyors összeköttetést teremtve a B metró és a repülőtér között.

## Útvonala
| Zličín felé                                                                                        | Václav Havel repülőtér felé                                                                  |
| -------------------------------------------------------------------------------------------------- | -------------------------------------------------------------------------------------------- |
| Terminál 1 – Aviatická – Schengenská – Jana Kašpara – K Letišti – – Na Radostí – Řevnická – Zličín | Zličín – Řevnická – Na Radostí – – K Letišti – Aviatická – Schengenská – Aviatická – Letiště |

## Megállóhelyei
| 0  | Zličín végállomás     | 18 | B 130, 164, 180, 257, 306, 307, 308, 309, 310, 311, 336, 347, 358, 380, 384, Távolsági buszok |
| 8  | K Letišti             | 8  | 59 191                                                                                        |
| 9  | Terminál 3            | 7  | 59 191                                                                                        |
| 10 | Na Padesátníku        | 6  | 191                                                                                           |
| 12 | U Hangáru             | 4  | 59 191                                                                                        |
| ∫  | Schengenská           | 2  | 59 191, 319                                                                                   |
| ∫  | Terminál 2            | 1  | 59 191, 319                                                                                   |
| 14 | Terminál 1 végállomás | 0  | 59 AE, 191, 319                                                                               |
| 15 | Terminál 2            | ∫  | 59 191, 319                                                                                   |
| 16 | Letiště végállomás    | ∫  | 59 191, 319                                                                                   |